# (473154) 2015 KR20
(473154) 2015 KR20 es un asteroide perteneciente al cinturón de asteroides, descubierto el 23 de febrero de 2006 por el equipo del Lowell Observatory Near-Earth-Object Search desde la Estación Anderson Mesa (condado de Coconino, cerca de Flagstaff, Arizona, Estados Unidos).

## Designación y nombre
Designado provisionalmente como 2015 KR20.

## Características orbitales
2015 KR20 está situado a una distancia media del Sol de 2,591 ua, pudiendo alejarse hasta 2,829 ua y acercarse hasta 2,353 ua. Su excentricidad es 0,091 y la inclinación orbital 10,86 grados. Emplea 1523 días en completar una órbita alrededor del Sol.

## Características físicas
La magnitud absoluta de 2015 KR20 es 16,4.